# Merseyside Skeptics Society
De Merseyside Skeptics Society (MSS) is een non-profitorganisatie die wetenschappelijk scepticisme bevordert in Merseyside en het hele Verenigd Koninkrijk. De in 2009 opgerichte vereniging heeft campagne gevoerd tegen het gebruik van homeopathie, bestreed de claims van mediums en organiseert vaste evenementen te Liverpool, podcasts en een jaarlijkse conferentie te Manchester onder de naam QED: Question. Explore. Discover.
Als onderdeel van haar Liverpoolse Skeptics in the Pub-bijeenkomsten voert de vereniging gastsprekers op zoals Simon Singh, David Nutt en Robert Llewellyn. Het organiseerde ook de bewustmakings- en protestcampagne tegen homeopathie, 10:23.

## Geschiedenis
De Merseyside Skeptics Society werd in februari 2009 opgericht om de sceptische gemeenschap in Merseyside te ontwikkelen en bevorderen.
De Society hield op 17 september 2009 haar eerste bijeenkomst met een spreker in het Crown Hotel te Liverpool: professor Chris French, hoofdredacteur bij het tijdschrift The Skeptic, gaf een lezing getiteld "The Psychology of Anomalous Experiences" ("De psychologie van anomalische ervaringen"). Op 20 augustus werd Merseyside Skeptics Society Limited in het Verenigd Koninkrijk geregistreerd als een private company limited by guarantee zonder gemeenschappelijk kapitaal.
Volgens medeoprichter Michael Marshall ("Marsh") heeft de groep gekozen voor het gebruik van de Amerikaanse spelling van skeptic omdat "het woord in de Verenigde Staten niet zo sterk verbonden is met cynisme. Het wordt daar niet gezien als zijnde negatief zoals hier."
Toen klimaatveranderingsontkenners zichzelf "sceptici" gingen noemen, maakte vicepresident Michael Marshall een duidelijk onderscheid met de uitspraak: "Ons inziens zijn klimaatsceptici geen sceptici. Een scepticus kijkt naar het beschikbare bewijsmateriaal en neemt dan een besluit en wat betreft homeopathie zegt het bewijs dat het niet werkt. Maar het sceptische standpunt over klimaatverandering is dat het gebeurt."

## Activiteiten

### Bijeenkomsten

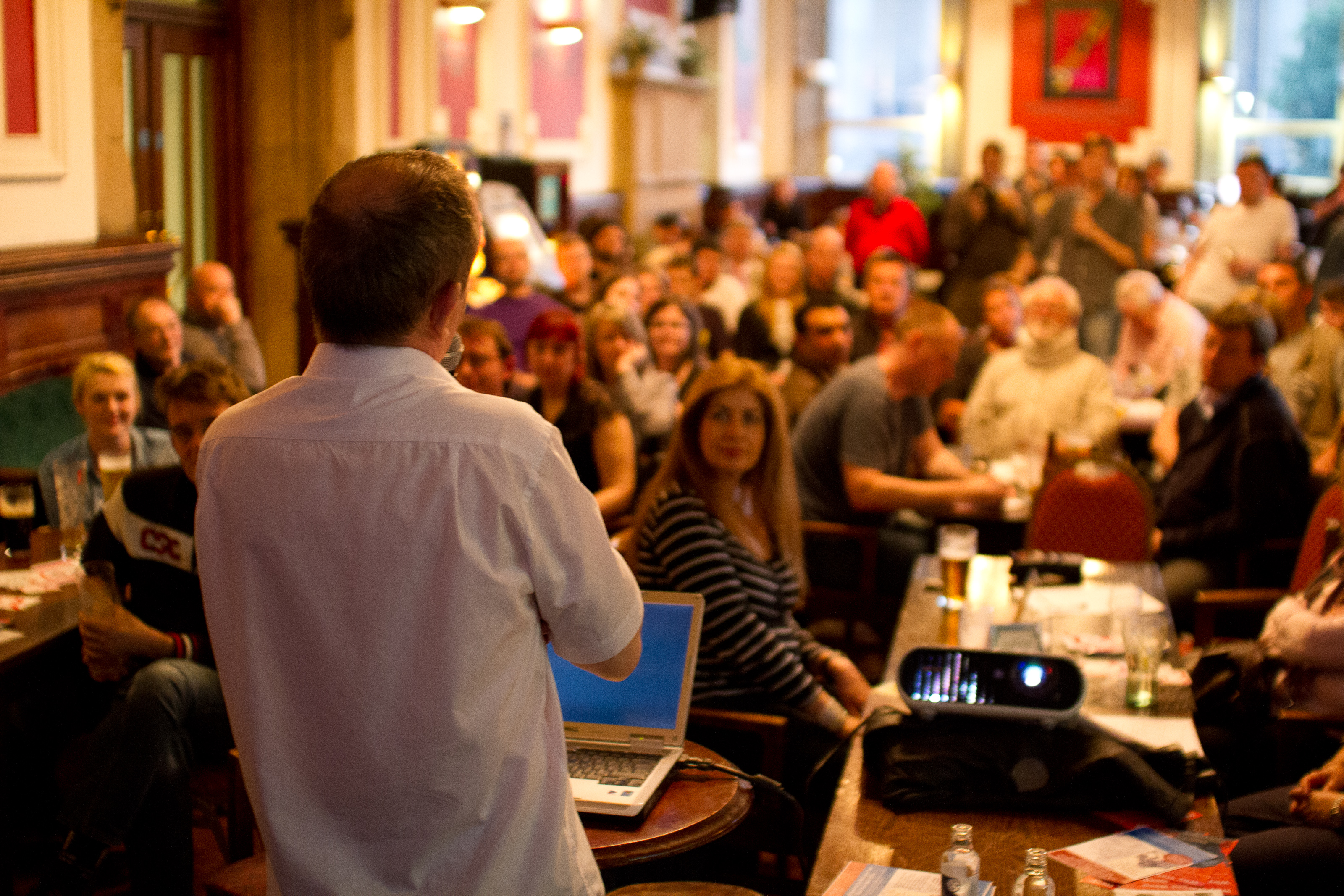
Brian Deer spreekt de MSS toe tijdens een Skeptics in the Pub.

De Society houdt verscheidene reguliere bijeenkomsten in Liverpool en omstreken, waaronder de Liverpoolse Skeptics in the Pub, Skeptic Dinners en Women's Socials.
De Liverpoolse Skeptics in the Pub houden tweewekelijkse bijeenkomsten, waarvan de ene een sociaal evenement is en op de andere een gastspreker een lezing verzorgt. Onder meer Ariane Sherine, Simon Singh, David Aaronovitch, Evan Harris, Elizabeth Pisani, Brian Deer, Jon Ronson, Stephen Law, David Nutt, Mark Stevenson, Mark Lynas en Robert Llewellyn zijn gastsprekers geweest. De behandelde onderwerpen variëren sterk, zoals gezondheidszorg, wetenschap, atheïsme, het paranormale en het bovennatuurlijke, mediums, politiek en psychologie.

### Homeopathie

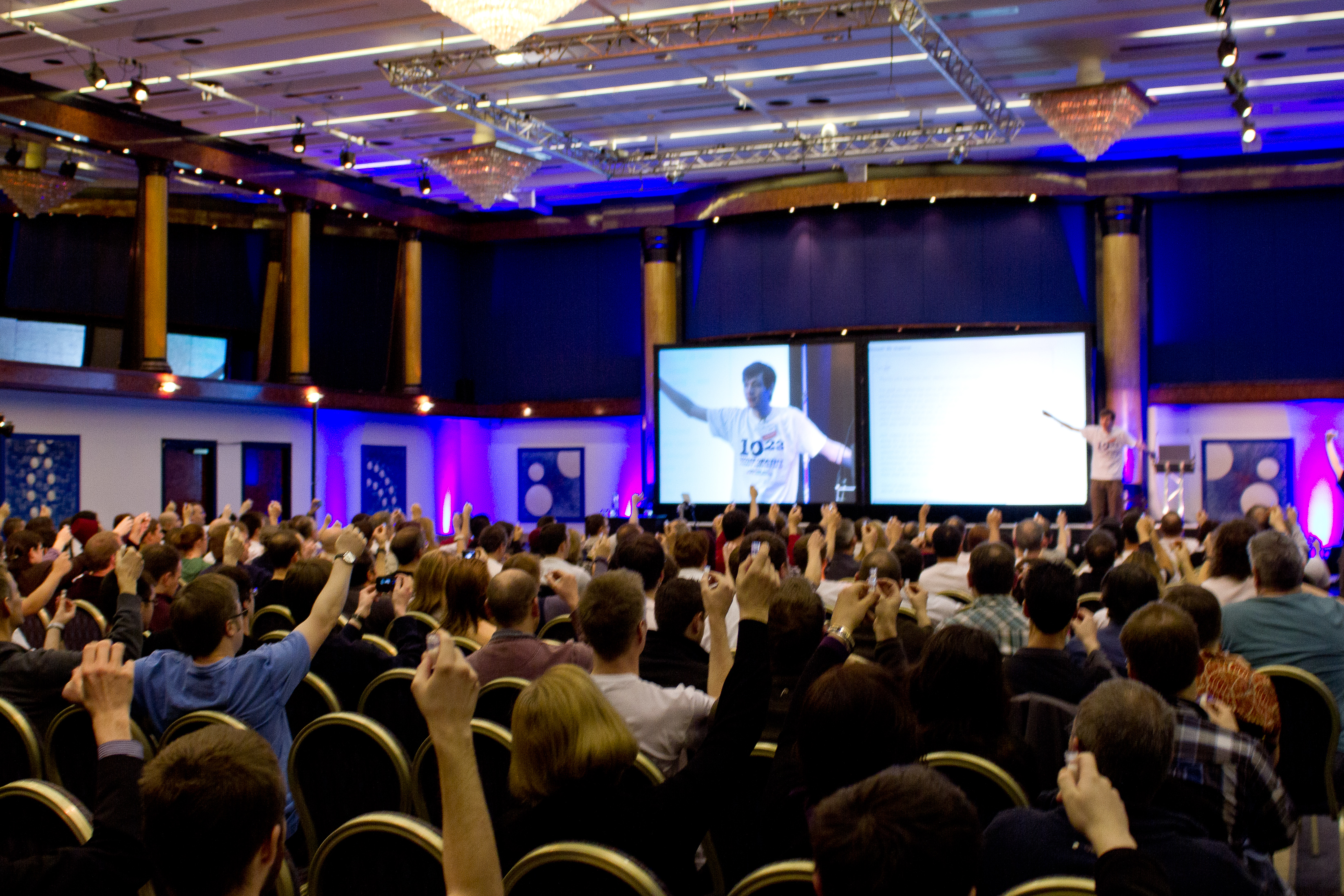
Michael Marshall leidt een homeopathische overdosis tijdens de QED-conferentie 2011 in Manchester.

In november 2009 schreef de MSS een open brief aan de farmaceutische keten Boots UK waarin zij de verkoop van homeopathische producten in hun winkel afkeurde. In de brief schreef men: "Wij vertrouwen erop dat merken zoals Boots de feiten voor ons nagaan... We verwachten geen producten in de schappen van onze lokale apotheek aan te treffen die niet werken", en riep het bedrijf op om de "neptherapie" uit hun assortiment te verwijderen.
De Society organiseerde in 2010 de 10:23-campagne om mensen bewust te maken van en campagne te voeren tegen homeopathie. Tijdens deze campagne werden onder meer protesten gehouden tegen Boots omdat het homeopathische middelen verkocht als ware zij gelijkwaardig aan wetenschappelijk onderbouwde geneesmiddelen. Daarbij namen deelnemers massaal een homeopathische overdosis voor Boots-filialen om het (vermeende) gebrek aan werkende kracht in homeopathische producten belachelijk te maken. Na de overdosis reageerde Boots met de boodschap: "We weten dat veel mensen geloven in het nut van complementaire geneeswijzen en we trachten de producten aan te bieden waarvan we weten dat onze klanten ze willen."
In 2011 werden er opnieuw 10:23-acties gehouden. Deze keer vonden protesten plaats in 70 steden in 30 landen over de hele wereld en leidden nergens tot kwalijke effecten voor degenen die de producten innamen.
Ook klaagde de MSS over huisartsen die alternatieve geneeswijzen waaronder homeopathie hebben aanbevolen.

### Sportarmbandtest
In 2012 onderzocht de Merseyside Skeptics Society claims dat de Shuzi Qi-sportarmbandjes – die verondersteld werden atletische prestaties te verbeteren net als de Power Balance-bandjes – enig effect hadden. Volgens reclames zat er in deze bandjes een computerchip die geprogrammeerd was om te "resoneren met de natuurlijke frequentie van bloedcellen" en de circulatie te verbeteren door hen te "ontklonteren". Er werd van de bandjes beweerd dat ze "je hele wezen in een staat van evenwicht brengen waarbij... je uithoudingsvermogen wordt verhoogd." De studie waarnaar Shuzi UK verwees gebruikte een techniek genaamd "live blood cell analysis" die achterhaald is, en de MSS omschreef de claims als "onzinnig techno-geblaat".
Nadat de Society tests had uitgevoerd met een rugbyspeler, werd gemeld dat de bandjes "geen merkbaar verschil" hadden gemaakt. en dat wanneer men het product onderwierp aan dubbelblind onderzoek, het faalde om enig significant effect te hebben op de prestaties van de rugbyspeler. Na de test verklaarde een woordvoerder van Shuzi UK dat men de claims op haar Britse website zou "updaten"; de bedrijfsdirecteur beweerde echter dat de tests bevooroordeeld en oneerlijk waren.

### Betwisting claims mediums

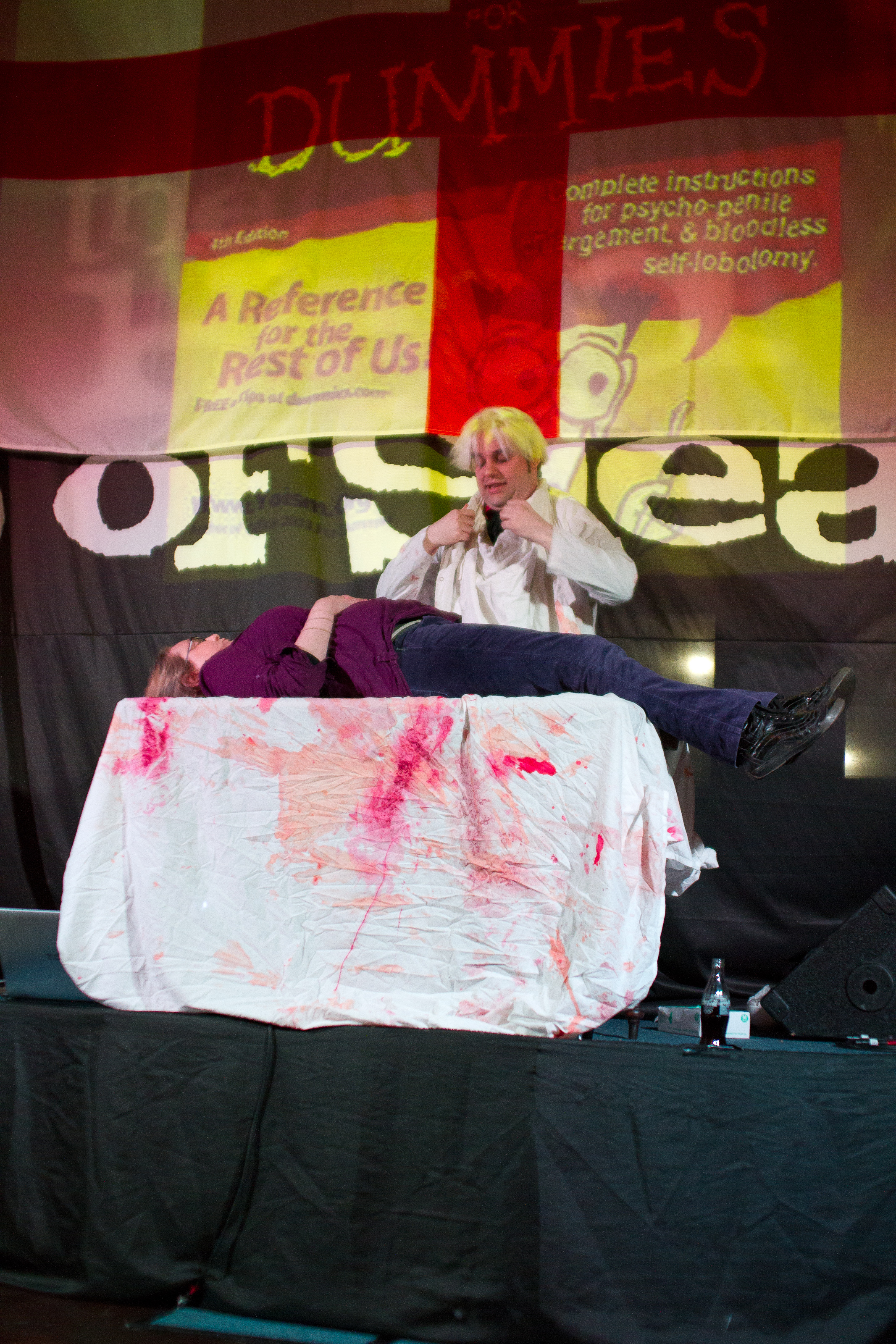
Ash Pryce demonstreert paranormale chirurgie tijdens een Skeptics in the Pub.

In 2011 werd het populaire medium Sally Morgan ervan beschuldigd dat zij bij haar shows achter de schermen een assistent had die middels een radio informatie naar haar doorspeelde. De Merseyside Skeptics Society daagde haar daarop uit om deel te nemen aan een test (ontworpen door psycholoog Chris French) van haar veronderstelde krachten. Rond dezelfde tijd ontving Simon Singh e-mails van Sally Morgans juridisch adviseur, die verklaarden dat zij de adviseur had geïnstrueerd om "lasterprocedures in gang te zetten, indien nodig, in verband met aantijgingen dat ze een oplichtster is" na de campagne die haar aanmoedigde om de uitdaging aan te nemen.
De Society maakte van de oorspronkelijke uitdaging een jaarlijks evenement getiteld "Halloween Challenge"; een wetenschappelijke test om te onderzoeken of professionele mediums hun paranormale gaven kunnen demonstreren in een gecontroleerde setting. In 2014 voerden onderzoekers van het Goldsmiths College (Universiteit van Londen) de uitdaging uit met twee professionele mediums, die beiden van tevoren ermee akkoord gingen dat het een eerlijke test van hun gaven was. Zij vroegen hen om te proberen informatie te achterhalen over vijf vrijwilligers die zij nog nooit hadden ontmoet en niet konden zien. Bij het experiment schreven twee mediums details op over de vrijwilligers, die zich daarna moesten identificeren aan de hand van de omschrijvingen. Met een succesratio van één op de vijf toonden de resultaten nauwelijks bewijs voor de paranormale gave waarop de mediums aanspraken maakten. Achteraf beschreef een van de mediums de test als "ontworpen om de vooroordelen van de onderzoekers te bevestigen" en beweerde dat ze mensen moest kunnen zien om contact te maken.
Vicevoorzitter Michael Marshall steunde het verbod op de verkoop van tarotkaarten en toverspreuken op eBay in 2012, stellende dat hij dat "stevige consumentenbescherming" vond. Hij vervolgde met: "tarot, toverspreuken en vloeken zijn allemaal erg onbewezen" en merkte op dat hoewel veel tarotlezers oprecht zijn en geloven dat zij paranormale gaven hebben "dat het nog niet waar maakt."
Toen de eigenaar van een vermiste kat in Lincolnshire de hulp van een medium inschakelde, die zei dat hij door een ander gezin was geadopteerd en te vinden zou zijn op een plek waar kinderen spelen, zei een MSS-woordvoerder: "Dit zijn allebei ongelofelijk logische scenario's om te suggereren bij een vermiste kat en zouden waarschijnlijk de suggesties zijn die je zou krijgen van iemand zonder paranormale gaven – en ook zonder dat je er een prijs voor hoeft te betalen."
In juni 2010 deed het Liverpoolse medium Joe Power aangifte bij de politie dat leden van de Society hem met geweld zouden hebben bedreigd op de socialmediasite Facebook. Nadat de politie met betrekking tot deze beweringen contact opnam met de MSS, kon een lid uitleggen dat de aantijgingen ongegrond waren. Naar aanleiding van het incident schreven zij in een verklaring op hun website: "Niemand betrokken bij de Merseyside Skeptics Society – of überhaupt maar iemand die ik ken – heeft ooit dreigementen geuit aan het adres van Joe of zijn gezin en dat zullen we ook absoluut nooit doen."

### Podcasts

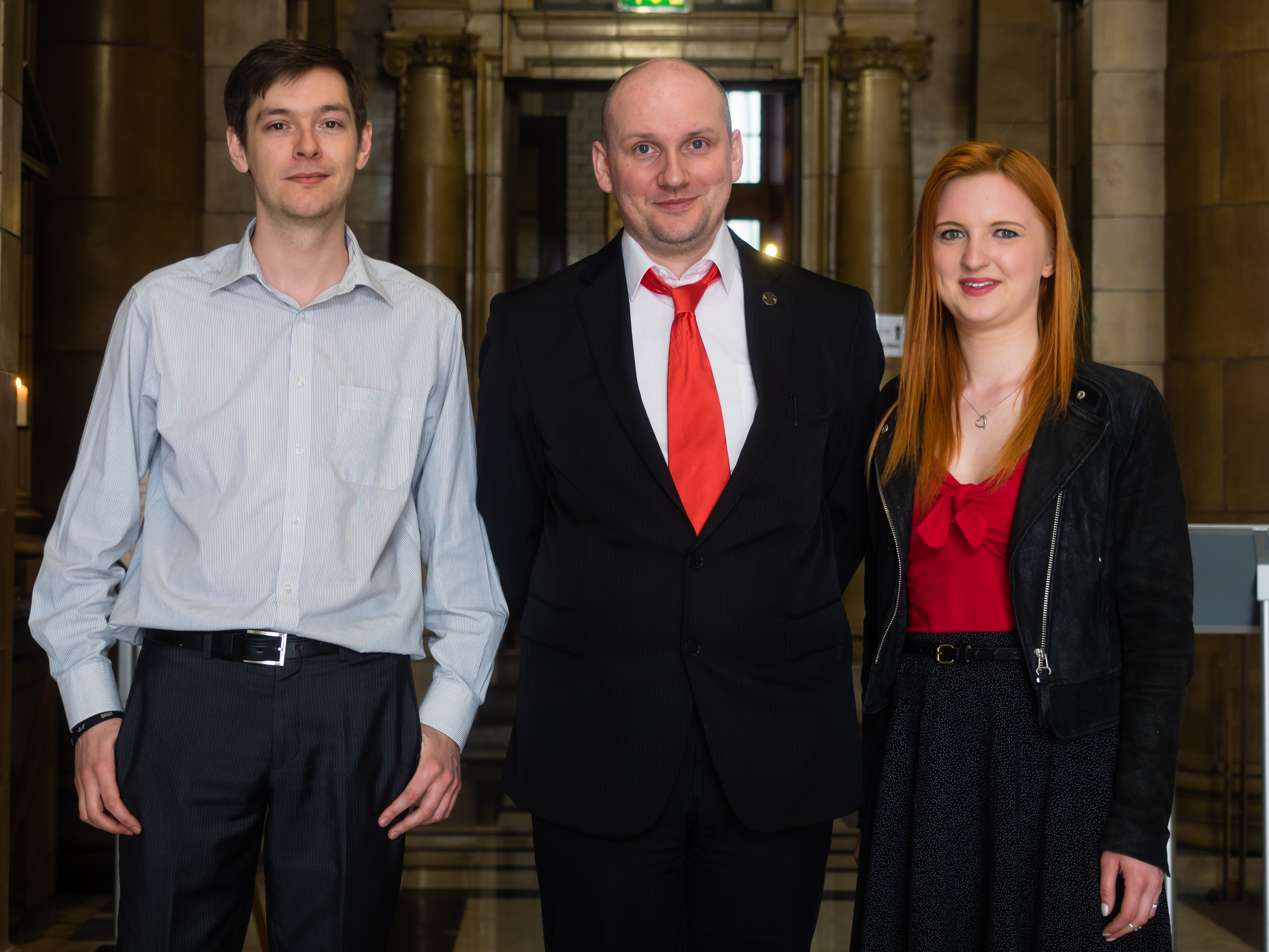
De huidige hosts van Skeptics with a K: Marsh, Mike en Alice.

De Merseyside Skeptics Society produceert drie podcasts, namelijk Skeptics with a K, InKredulous en Be Reasonable.

#### Skeptics with a K
Skeptics with a K ("Skeptici met een K"), "de podcast voor wetenschap, de rede en kritisch denken", is de officiële podcast van de Society. De eerste aflevering werd op 28 juli 2009 opgenomen bij Mike Hall thuis. De podcast wordt gevuld door de hosts Mike Hall, Michael Marshall ("Marsh"), Colin Harris (tot maart 2014) en Alice Howarth (sinds april 2014) die recente gebeurtenissen bespreken vanuit een skeptisch perspectief. Co-host Michael Marshall omschreef het als "een enigszins chaotische, overdreven enthousiaste en oneerbiedige mix van wetenschap, skepticisme en sarcasme". Een populaire half-vaste rubriek was een factcheck van het kinderboek The Giant Book of Fantastic Facts totdat het op 14 juli 2011 werd afgesloten met een "Best of"-editie. Op 1 april 2013 bestond de hele aflevering uit fictieve verhalen waaronder een parodie op Ghost Busters, een verhaal over het "Mersey Book of Monsters" en een ander over de "Paranormal Investigation Society Scotland (PISS)". De hosts zijn ook te gast geweest op andere populaire podcasts waaronder Cognitive Dissonance en de Token Skeptic.

#### InKredulous
InKredulous ("Ongelovig" of "Skeptisch") is een komische panelquiz dat geïnspireerd is door shows zoals Mock the Week, Have I Got News for You en The News Quiz, waaraan variërend van aflevering tot aflevering verschillende gasten uit de skeptische gemeenschap deelnemen. In de proefaflevering beschreef de host Andy Wilson het als "de quiz waar we op satirische wijze nieuwsverhalen, websites, gebeurtenissen en persoonlijkheden onder de loep nemen die het spinnenzintuig in onze skeptische luisteraars en verrukkelijk ogende panelleden zal bijschaven." De eerste aflevering werd gepubliceerd op 8 februari 2010. Hosts van andere podcasts zijn vaak te gast, waaronder Steven Novella van The Skeptics' Guide to the Universe, Robin Ince van Infinite Monkey Cage, George Hrab van Geologic, Brian Dunning van Skeptoid, Kylie Sturgess van Token Skeptic en Ross Blocher en Carrie Poppy van Oh No, Ross and Carrie!. Andere bekende gasten zijn onder meer David Aaronovitch, Paul Zenon en Jon Ronson.

#### Be Reasonable
Be Reasonable ("Wees Redelijk") is een maandelijks interviewprogramma waarin men contact legt met gasten wier ideeën zich buiten de wetenschappelijke consensus bevinden, zoals een lid van de Flat Earth Society. In de eerste aflevering op 28 januari 2013 omschreven de hosts Hayley Stevens (tot juni 2014) en Michael Marshall de show als een bestudering van de opvattingen van hun gasten en de structuur daarvan en het bewijs waarvan zij denken dat het hun opvattingen ondersteunt. Gasten hebben onder andere gesproken over Regressie- en reïncarnatietherapie, aurafotografie en de aanwezigheid van buitenaardse wezens op de Aarde.

### QED: Question, Explore, Discover

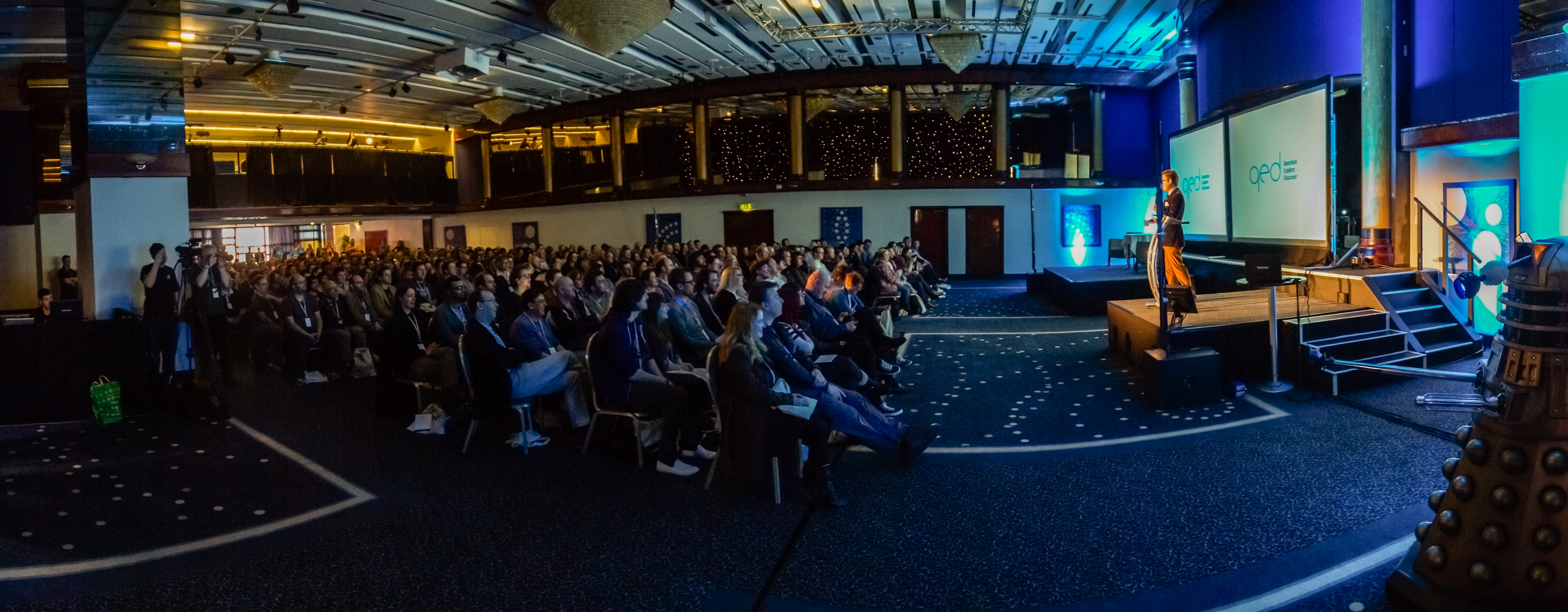
Panoramafoto van QED 2013.

Sinds februari 2011 begon de Merseyside Skeptics Society in samenwerking met de Greater Manchester Skeptics Society aan het organiseren en presenteren van een jaarlijks tweedaags sceptisch wetenschapsfestival, QED: Question. Explore. Discover. De afkorting komt oorspronkelijk van de Latijnse formule quod erat demonstrandum ("hetgeen bewezen moest worden"), maar de nieuwe betekenis is "Bevraag. Verken. Ontdek."
QED wordt georganiseerd door sceptische vrijwilligers en enige winst gaat terug naar het evenement of een goed doel. Op de Token Skeptic-podcast zei Michael Marshall: "Hoe we het altijd proberen te promoten en organiseren is dat het allemaal om de sceptische gemeenschap gaat. Want het wordt geregeld door mensen die gewoon deel uitmaken van die gemeenschap die het doen omdat we er echt van houden, de sfeer lijkt er een te zijn van mensen die samenkomen. Het is een soort groot feest, een viering van Brits scepticisme en ook internationaal scepticisme".

#### QED 2011
De master of ceremonies voor de eerste QED was George Hrab. Vooraanstaande sprekers waren onder anderen Steven Novella en Eugenie Scott, en afleveringen van de podcasts InKredulous, The Pod Delusion en Strange Quarks werden live tijdens het evenement opgenomen. In een artikel op de website van het Committee for Skeptical Inquiry over de eerste QED-conferentie schreef Kylie Sturgess: "De organisatoren van QEDCon hoefden niet van het podium te verkondigen dat hun conventie geslaagd was – dat was van begin tot eind duidelijk."

#### QED 2012
De tweede QED-conventie in 2012 werd gesponsord door de Richard Dawkins Foundation for Reason and Science en had optredens van sprekers zoals Robin Ince en Maryam Namazie. Het tijdschrift The Skeptic reikte voor het eerst de jaarlijkse "Ockham's Awards" uit tijdens QED 2012. De categorieën en winnaars waren: Editor's Choice Award – Mike Hutchinson van The Skeptic; Beste Sceptische Video – "Storm" van Tim Minchin; Beste Wetenschapsvideo – Daniel Keogh en Luke Harris; Beste Sceptische Blog van 2011 – Skepchick; Beste Podcast – The Pod Delusion; en Beste Evenement/Campagne/Publiciteit – Robin Ince.

#### QED 2013

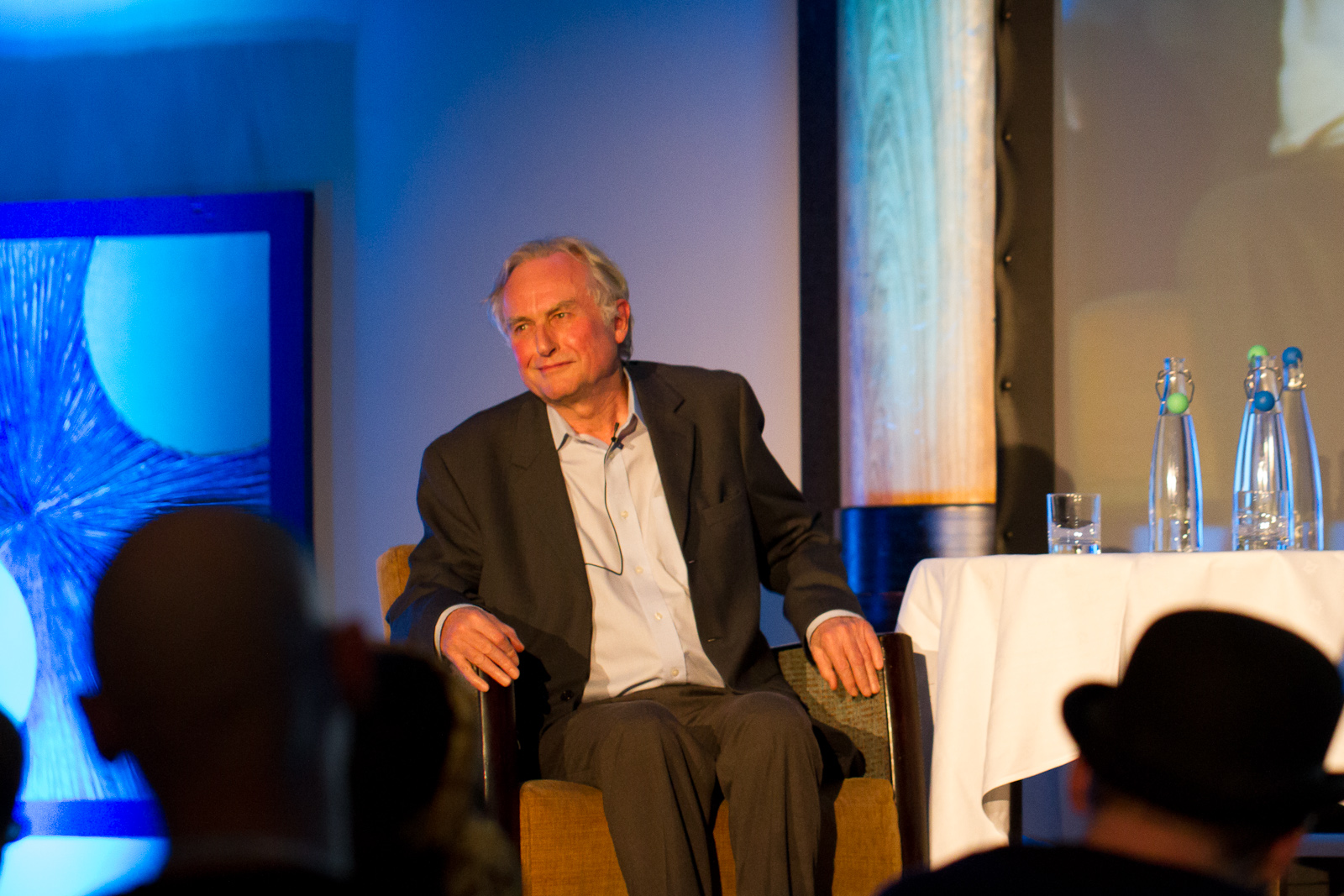
Richard Dawkins op QED 2013

De derde QED, gesponsord door de Richard Dawkins Foundation for Reason and Science en de British Humanist Association, hield sprekers in zoals Richard Dawkins en Lawrence Krauss. De tweede jaarlijkse Ockham's Awards werden uitgereikt aan "Shut Up Infinity" (Beste Video); Quackometer (Beste Blog); Kylie Sturgess, Token Skeptic (Beste Podcast); Skeptics on the Fringe, Edinburgh Skeptics Society (Beste Evenement/Campagne) en The Pod Delusion (Editor's Choice).

## Bestuur
- Voorzitter – Mike Hall
- Vicevoorzitter & Perswoordvoerder – Michael Marshall
- Secretaris – Alice Howarth
- Penningmeester & Evenementencoördinator – Andrew Johnston[46]